# Олівер Бонд
Олівер Бонд (англ. Oliver Bond) — ірландський революціонер, один з керівників революційного союзу «Сполучених ірландців» кінця XVIII століття, що поставило собі завданням відторгнення Ірландії від Англії за допомогою французів. Вибраний в 1797 році в члени таємної революційної директорії, він завдяки зраді одного із змовників був арештований 12 березня у себе вдома і незабаром помер в ув'язненні.

## Виноски
1. ↑  Бонд Оливер // ЭСБЕ.